# Metoda superpozicije
Metoda superpozicije jedna je od metoda rješavanja mreža istosmjerne i izmjenične struje. Sastoji se u određivanju struja pojedinih grana mreže.
Ova metoda govori da je u aktivnoj linearnoj mreži (u kojoj ima više izvora) struja u nekoj grani jednaka algebarskom zbroju svih struja koje bi u toj grani dali pojedini izvori.

## Postupak
- Svojevoljno odredimo smjerove struja po pojedinim granama.

- Računamo pojedine struje po granama uz djelovanje samo jednog izvora. Ostale naponske izvore kratko spojimo, a strujne izvore odspojimo. Pritom ostavljamo njihove unutarnje otpore uključene u mrežu. Postupak ponovimo za svaki izvor.

- Nakon što izračunamo sve pojedine struje za sve izvore, stvarne struje računamo algebarskim zbrajanjem pojedinih struja. Pritom vodimo računa o njihovim smjerovima.